# Leporinus falcipinnis
Leporinus falcipinnis är en fiskart som beskrevs av Mahnert, Géry och Muller, 1997. Leporinus falcipinnis ingår i släktet Leporinus och familjen Anostomidae. Inga underarter finns listade i Catalogue of Life.